# Coppa del Mondo di skeleton 1990
La Coppa del Mondo di skeleton 1990 è stata la quarta edizione del massimo circuito mondiale dello skeleton, manifestazione organizzata annualmente dalla Federazione Internazionale di Bob e Skeleton; è iniziata il 20 gennaio 1990 a Calgary, in Canada, e si è conclusa il 10 febbraio 1990 a Breuil-Cervinia, in Italia. Furono disputate tre gare, unicamente nel singolo uomini, in altrettante differenti località.
Al termine della stagione si tennero anche i campionati mondiali di Schönau am Königssee 1990, nell'allora Germania Ovest, competizione non valida ai fini della Coppa del Mondo.
Vincitore della coppa di cristallo, trofeo conferito al vincitore del circuito, fu l'austriaco Christian Auer, alla sua prima affermazione nel massimo circuito mondiale.

## Calendario
| Località             | Data                | Uomini   |          |
| -------------------- | ------------------- | -------- | -------- |
| Calgary              | 20 gennaio 1990     | ●        |          |
| Igls                 | 3 febbraio 1990     | ●        |          |
| Breuil-Cervinia      | 10 febbraio 1990    | ●        |          |
| Schönau am Königssee | 17–18 febbraio 1990 | Mondiali | Mondiali |
| Totale               | Totale              | 3        |          |

## Risultati
| Data             | Località        | Primi classificati         | Secondi classificati   | Terzi classificati       |
| ---------------- | --------------- | -------------------------- | ---------------------- | ------------------------ |
| 20 gennaio 1990  | Calgary         | Urs Vescoli Svizzera       | Christian Auer Austria | Markus Kottmann Svizzera |
| 3 febbraio 1990  | Igls            | Michael Grünberger Austria | Gregor Stähli Svizzera | Andi Schmid Austria      |
| 10 febbraio 1990 | Breuil-Cervinia | Christian Auer Austria     | Franz Plangger Austria | Urs Vescoli Svizzera     |

## Classifica
| Pos. | Nome atleta      | Nazione        | CAL | IGL | CER | Punti |
| ---- | ---------------- | -------------- | --- | --- | --- | ----- |
| 1    | Christian Auer   | Austria        | 2   | 4   | 1   | 126   |
| 2    | Urs Vescoli      | Svizzera       | 1   | 8   | 3   | 120   |
| 3    | Franz Plangger   | Austria        | 4   | 4   | 2   | 120   |
| 4    | Alex Müller      | Austria        | 6   | 7   | 5   | 111   |
| 5    | Frank Fijakowski | Germania Ovest | 5   | 11  | 7   | 106   |
| 6    | Rico Vetterli    | Svizzera       | 10  | 12  | 8   | 99    |
| 7    | Bruce Sandford   | Nuova Zelanda  | 8   | 19  | 4   | 98    |
| 8    | Markus Kottmann  | Svizzera       | 3   | 9   | 20  | 97    |
| 9    | Orvie Garrett    | Stati Uniti    | 17  | 13  | 6   | 93    |
| 10   | Gernot Huber     | Austria        | 7   | 17  | 12  | 93    |